# Luis de Torres
Luis de Torres (- 1493), (probablemente nacido bajo el nombre hebreo יוסף בן הלוי העברי, Yosef Ben Ha Levy Haivri , "Joseph hijo de Levy el hebreo") y avecindado en Moguer, fue el intérprete de Cristóbal Colón en su primer viaje a América y la primera persona de origen judío en establecerse en el Nuevo Mundo.

## Biografía
Siendo todavía judío, Torres sirvió como intérprete del gobernador de Murcia debido a su conocimiento del hebreo, romance andalusí y a conocer algo de árabe. Para evitar el edicto de expulsión emitido contra los judíos de España, Torres se convirtió al catolicismo poco antes del inicio del primer viaje de Colón.
Colón confiaba en que los conocimientos de Torres le pudieran ser muy útiles en Asia para comunicarse con los mercaderes locales judíos, e incluso puede que Colón creyera encontrar a descendientes de las Doce tribus perdidas de Israel.
Después de llegar a Cuba, que pensaban que era parte de la costa de Asia, Colón envió a Torres y al marinero Rodrigo de Jerez en una expedición hacia el interior el 2 de noviembre de 1492. Sus objetivos eran explorar el país, contactar con su gobernante y reunir información sobre el emperador de Asia descrito por Marco Polo como el "Gran Khan". Los dos hombres fueron recibidos con grandes honores en una villa india de la que volvieron cuatro días después. Informaron a Colón de la costumbre local de secar hojas, meterlas en cañas, quemarlas e inhalar el humo (el primer encuentro europeo con el tabaco).
Cuando Colón volvió a España el 4 de enero de 1493, Luis de Torres fue uno de los 39 hombres que se quedó en el asentamiento de "La Navidad" fundado en la isla de La Española. Cuando Colón regresó a fin de año descubrió que el asentamiento había sido eliminado a causa de los conflictos internos que habían surgido y a un ataque indio como represalia por el secuestro por parte de los españoles de mujeres nativas.
Se dice que los indios recordaban que uno de los colonos había hablado de forma ofensiva sobre la fe católica, intentando disuadirlos de que la adoptaran. De acuerdo con Gould, éste podría haber sido Torres, quien probablemente no se había convertido voluntariamente.
El 22 de septiembre de 1508, Catalina Sánchez, la viuda de Torres, que vivía en Moguer, Andalucía recibió un dinero del tesoro español en recompensa por los servicios prestados por su difunto marido. 
En las Bahamas hay dos sinagogas que llevan el nombre de "Luis de Torres", una se encuentra en la ciudad de Nasáu , y la otra en la ciudad de Freeport, la Sinagoga de Luis de Torres.

## Leyendas
Existen muchas leyendas no confirmadas sobre la vida de Torres. La más extendida, que se puede encontrar en la Enciclopedia Judía y otros libros de referencia similares, afirma que en sus últimos días Torres llegó a ser un rico y respetado terrateniente en las Indias Occidentales. Esta versión se basa en el libro de Meyer Kayserling Christopher Columbus and the participation of the Jews in the Spanish and Portuguese discoveries (1894). En realidad, Kayserling confunde a Torres con otro explorador español al que, en 1514, le fue concedida una hacienda y esclavos indios en Cuba. 
La historia de Torres dirigiéndose a una multitud india en hebreo después del primer desembarco de Colón en Guanahani es el producto de la imaginación de algún novelista. En algunos libros en inglés también se afirma que Torres descubrió el pavo (turkey, en inglés) habiéndolo llamado así por el término hebreo bíblico tukki (loro). Otra leyenda cuenta que volvió a España y fumó tabaco allí por lo que fue acusado de brujería por la Inquisición.
Sin mencionar los orígenes judíos de Torres, algunas páginas web islámicas han defendido la presencia de un "español que hablaba árabe" en el primer viaje de Colón como una prueba de la antigüedad de la presencia de árabes en América. Estas conjeturas se han basado en el artículo de Phyllis McIntosh en una publicación, Washington File, del Departamento de Estado de los Estados Unidos (del 23 de agosto de 2004): “Es probable que Cristóbal Colón, que descubrió América en 1492, trazara su ruta a través del Océano Atlántico con la ayuda de un navegante árabe.”